# Grécia nos Jogos Olímpicos de Verão de 1912

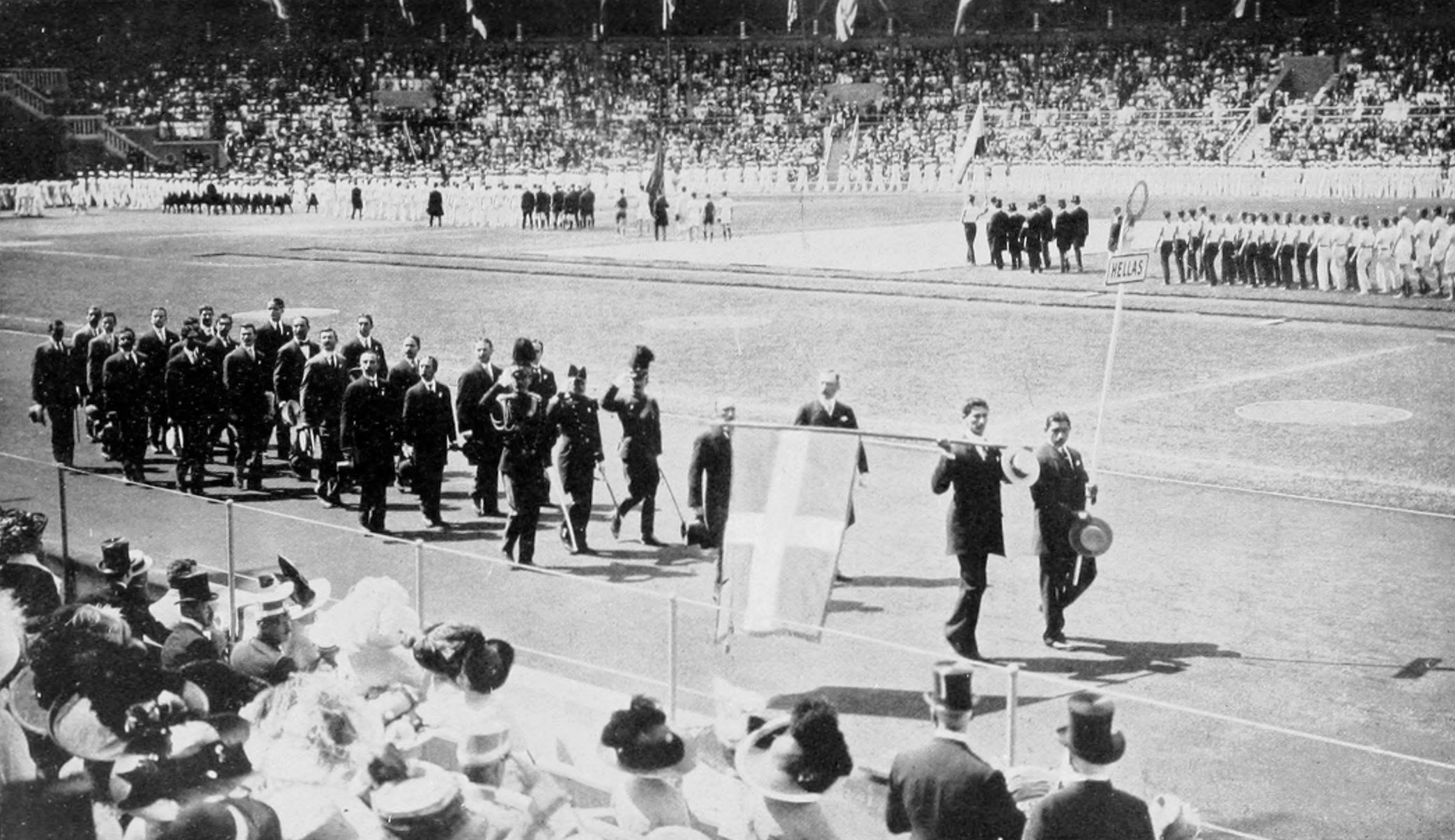
A delegação da Grécia na cerimônia de abertura.

A Grécia competiu nos Jogos Olímpicos de Verão de 1912 em Estocolmo, Suécia. Atletas gregos competiram em todos os Jogos Olímpicos de Verão.

## Medalhistas

### Ouro
- Konstantinos Tsiklitiras — Atletismo, Salto em distância estático masculino

### Bronze
- Konstantinos Tsiklitiras — Atletismo, Salto em altura estático masculino

## Aquáticos

### Natação
Um único nadador representou a Grécia nos Jogos de 1912. Foi a segunda vez que o país participou da Natação, e a primeira desde os Jogos Olímpicos de Verão de 1896.
Asimakopoulos ficou em terceiro nas eliminatórias iniciais de sua única prova, os 100m livre, e não avançou às quartas-de-final.
Posições são dadas de acordo com a classificação do nadador na bateria..
Masculino
| Nadador               | Eventos              | Eliminatórias | Eliminatórias | Quartas-de-final | Quartas-de-final | Semifinal   | Semifinal   | Final       | Final       |
| Nadador               | Eventos              | Resultado     | Posição       | Resultado        | Posição          | Resultado   | Posição     | Resultado   | Posição     |
| --------------------- | -------------------- | ------------- | ------------- | ---------------- | ---------------- | ----------- | ----------- | ----------- | ----------- |
| Andreas Asimakopoulos | 100m livre masculino | 1:15.4        | 3             | Não avançou      | Não avançou      | Não avançou | Não avançou | Não avançou | Não avançou |

## Atletismo
5 atletas representaram a Grécia, incluindo três que competiram nos Jogos Olímpicos de Verão de 1908. Os três também representaram a Grécia nos Jogos Olímpicos Intercalados de 1906. Foi a quinta participação do país no Atletismo, no qual a Grécia competiu em todas as Olimpíadas. Tsiklitiras, que havia conquistado medalhas de prata em ambos os saltos estáticos em 1908, medalhou novamente, com um ouro e um bronze dessa vez. Essas duas medalhas foram as únicas conquistadas pelo país em 1912 em qualquer esporte. Dorizas, que defendia sua medalha de prata no lançamento de dardo, sofreu a eliminação e não medalhou em nenhum dos eventos de lançamento. Banikas foi o terceiro a repetir sua participação.
Posições são dadas de acordo com a classificação do atleta na bateria.
| Atleta                    | Eventos                       | Eliminatórias | Eliminatórias | Semifinal   | Semifinal   | Final       | Final             |
| Atleta                    | Eventos                       | Resultado     | Posição       | Resultado   | Posição     | Resultado   | Posição           |
| ------------------------- | ----------------------------- | ------------- | ------------- | ----------- | ----------- | ----------- | ----------------- |
| Georgios Banikas          | Salto com vara masculino      | N/A           | N/A           | 3.20        | 18          | Não avançou | Não avançou       |
| Michalis Dorizas          | Arremesso de peso masculino   | N/A           | N/A           | 12.05       | 11          | Não avançou | Não avançou       |
| Michalis Dorizas          | Lançamento de disco masculino | N/A           | N/A           | 39.28       | 13          | Não avançou | Não avançou       |
| Iraklis Sakellaropoulos   | Maratona masculina            | N/A           | N/A           | N/A         | N/A         | 3:11:37.0   | 26                |
| Dimitrios Triantafyllakos | 100m masculino                | ?             | 5             | Não avançou | Não avançou | Não avançou | Não avançou       |
| Konstantinos Tsiklitiras  | Salto em distância estático   | N/A           | N/A           | 3.37        | 1 Q         | 3.37        | Medalha de ouro   |
| Konstantinos Tsiklitiras  | Salto em altura estático      | N/A           | N/A           | 1.50        | 1 Q         | 1.55        | Medalha de bronze |

## Esgrima
Seis esgrimistas representaram a Grécia. Foi a segunda participação do país na Esgrima e a primeira desde 1896. Os esgrimistas gregos não avançaram à final em evento algum, perdendo a apenas uma partida do feito em três vezes.
| Esgrimista                                                                                      | Evento             | Primeira Rodada | Primeira Rodada | Quartas-de-final | Quartas-de-final | Semifinal   | Semifinal   | Final       | Final       |
| Esgrimista                                                                                      | Evento             | Desempenho      | Posição         | Desempenho       | Posição          | Desempenho  | Posição     | Desempenho  | Posição     |
| ----------------------------------------------------------------------------------------------- | ------------------ | --------------- | --------------- | ---------------- | ---------------- | ----------- | ----------- | ----------- | ----------- |
| Konstantinos Kotzias                                                                            | Espada masculino   | 1 derrota       | 1 Q             | 3 derrotas       | 4                | Não avançou | Não avançou | Não avançou | Não avançou |
| Petros Manos                                                                                    | Espada masculino   | 1 derrota       | 1 Q             | 2 derrotas       | 2 Q              | 3 derrotas  | 3           | Não avançou | Não avançou |
| Sotirios Notaris                                                                                | Florete masculino  | 2 derrotas      | 3 Q             | 3 derrotas       | 4                | Não avançou | Não avançou | Não avançou | Não avançou |
| Sotirios Notaris                                                                                | Espada masculino   | 2 derrotas      | 3 Q             | 2 derrotas       | 4                | Não avançou | Não avançou | Não avançou | Não avançou |
| Georgios Petropoulos                                                                            | Espada masculino   | 1 derrota       | 1 Q             | 2 derrotas       | 3 Q              | 2 derrotas  | 3           | Não avançou | Não avançou |
| Trifon Triantafyllakos                                                                          | Espada masculino   | 2 derrotas      | 2 Q             | 3 derrotas       | 4                | Não avançou | Não avançou | Não avançou | Não avançou |
| Georgios Versis                                                                                 | Espada masculino   | 3 derrotas      | 3 Q             | 3 derrotas       | 4                | Não avançou | Não avançou | Não avançou | Não avançou |
| Konstantinos Kotzias Petros Manos Georgios Petropoulos Trifonos Triantafyllakos Georgios Versis | Espada por equipes | N/A             | N/A             | 1–1              | 2 Q              | 1–2         | 3           | Não avançou | Não avançou |

## Tiro
Nove atiradores competiram pela Grécia. Foi a terceira participação do país no Tiro. Os atiradores gregos não ganharam medalhas em 1912. Levidis foi o mais próximo de conseguir uma medalha, atirando em um desempate triplo pela segunda posição na Carabina militar três posições 300 m masculino. No desempate, ele ficou em último dos três e ficou no quarto lugar geral.
| Atirador | Evento                                         | Final     | Final   |
| Atirador | Evento                                         | Resultado | Posição |
| --- | ---------------------------------------------- | --------- | ------- |
| Nikolaos Levidis | Carabina deitado 50 m masculino                | 181       | 25º     |
| Nikolaos Levidis | Carabina 600 m masculino                       | 73        | 52º     |
| Nikolaos Levidis | Carabina militar três posições 300 m masculino | 95        | 4º      |
| Nikolaos Levidis | Carabina 25 m masculino                        | 192       | 30º     |
| Nikolaos Levidis | Tiro simples ao veado masculino                | 31        | 15º     |
| Nikolaos Levidis | Tiro rápido 25 m masculino                     | 231       | 34º     |
| Frangiskos Mavrommatis                                                                                                | Carabina deitado 50 m masculino                | 172       | 34º     |
| Frangiskos Mavrommatis                                                                                                | Carabina 600m masculino                        | 82        | 22º     |
| Frangiskos Mavrommatis                                                                                                | Carabina militar três posições 300 m masculino | 87        | 17º     |
| Frangiskos Mavrommatis                                                                                                | Carabina 25m masculino                         | 204       | 18º     |
| Frangiskos Mavrommatis                                                                                                | Tiro rápido 25 m masculino                     | 263       | 23º     |
| Frangiskos Mavrommatis                                                                                                | Pistola livre 50m masculino                    | 258       | 29º     |
| Anastasios Metaxas | Tiro rápido 25m masculino                      | 232       | 35º     |
| Anastasios Metaxas | Fossa olímpica masculino                       | 88        | 4º      |
| Spyridon Mostras | Carabina militar três posições 300 m masculino | 44        | 88º     |
| Konstantinos Skarlatos                                                                                                | Pistola livre 50m masculino                    | 420       | 30º     |
| Konstantinos Skarlatos                                                                                                | Tiro rápido 25m masculino                      | 261       | 27º     |
| Alexandros Theofilakis                                                                                                | Carabina 600m masculino                        | 66        | 68º     |
| Alexandros Theofilakis                                                                                                | Carabina militar três posições 300 m masculino | 69        | 67º     |
| Alexandros Theofilakis                                                                                                | Pistola livre 50m masculino                    | 369       | 47º     |
| Alexandros Theofilakis                                                                                                | Tiro rápido 25m masculino                      | 242       | 33º     |
| Ioannis Theofilakis                                                                                                   | Carabina deitado 50m masculino                 | 173       | 32º     |
| Ioannis Theofilakis                                                                                                   | Carabina 600m masculino                        | 79        | 34º     |
| Ioannis Theofilakis                                                                                                   | Carabina militar três posições 300 m masculino | 63        | 75º     |
| Ioannis Theofilakis                                                                                                   | Carabina 25m masculino                         | 214       | 21º     |
| Ioannis Theofilakis                                                                                                   | Tiro simples ao veado masculino                | 24        | 29º     |
| Ioannis Theofilakis                                                                                                   | Pistola livre 50 m masculino                   | 441       | 18º     |
| Ioannis Theofilakis                                                                                                   | Tiro rápido 25m masculino                      | 263       | 23º     |
| Iakovos Theofilas | Carabina deitado 50m masculino                 | 167       | 37º     |
| Iakovos Theofilas | Carabina 600m masculino                        | 13        | 85º     |
| Iakovos Theofilas | Carabina militar três posições 300 m masculino | 66        | 72º     |
| Iakovos Theofilas | Carabina 25m masculino                         | 116       | 36º     |
| Nikolaos Levidis Frangiskos Mavrommatis Ioannis Theofilakis Iakovos Theofilas                                         | Carabina 25 m por equipe masculino             | 716       | 4º      |
| Nikolaos Levidis Frangiskos Mavrommatis Ioannis Theofilakis Iakovos Theofilas                                         | Carabina 50 m por equipe masculino             | 708       | 5º      |
| Frangiskos Mavrommatis Georgios Petropoulos Konstantinos Skarlatos Ioannis Theofilakis                                | Pistola militar 30 m por equipe masculino      | 1057      | 5º      |
| Frangiskos Mavrommatis Konstantinos Skarlatos Alexandros Theofilakis Ioannis Theofilakis                              | Pistola militar 50 m por equipe masculino      | 1731      | 5º      |
| Nikolaos Levidis Frangiskos Mavrommatis Spyridon Mostras Alexandros Theofilakis Ioannis Theofilakis Iakovos Theofilas | Carabina militar por equipe masculino          | 1445      | 7º      |

## Lutas

### Greco-Romana
A Grécia foi representada por um único lutador em sua segunda participação olímpica no esporte, a sua primeira desde os Jogos de 1896 em Atenas. Antonopoulos perdeu suas primeiras duas partidas na categoria médio e foi eliminado na 26ª posição.
| Lutador                 | Classe                            | Primeira Rodada      | Segunda Rodada       | Terceira Rodada      | Quarta Rodada        | Quinta Rodada        | Sexta Rodada         | Sétima Rodada        | Final                       | Final                       | Final                       | Final   |
| Lutador                 | Classe                            | Adversário Resultado | Adversário Resultado | Adversário Resultado | Adversário Resultado | Adversário Resultado | Adversário Resultado | Adversário Resultado | Luta A Adversário Resultado | Luta B Adversário Resultado | Luta C Adversário Resultado | Posição |
| ----------------------- | --------------------------------- | -------------------- | -------------------- | -------------------- | -------------------- | -------------------- | -------------------- | -------------------- | --------------------------- | --------------------------- | --------------------------- | ------- |
| Anastasios Antonopoulos | Greco-Romana Peso Médio masculino | SWE Fältström D      | ITA Gargano D'       | Não avançou          | Não avançou          | Não avançou          | Não avançou          | Não avançou          | Não avançou                 | Não avançou                 | Não avançou                 | 26      |